# No Malice
Gene Elliot Thornton Jr. (nascido em 18 de agosto de 1972), mais conhecido por seu nome artístico No Malice (anteriormente conhecido como Malicious), é um rapper e escritor de musicas americano de Virginia Beach, Virgínia. Ele é mais conhecido por ser parte da dupla de rap Clipse, junto com seu irmão e rapper Pusha T, Gene lançou seu primeiro álbum de estreia solo Hear Ye Him (2013), e seu segundo álbum, Let the Dead Bury the Dead (2017).

## vida e carreira

### 1972–2009: Juventude e Clipse
No Malice nasceu como Gene Elliott Thornton Jr. em 18 de agosto de 1972, no bairro do Bronx, na cidade de Nova York.  Ele e sua família mais tarde se mudaram para o sul, para Virginia Beach. Ele e seu irmão, Pusha T, formaram o grupo de rap Clipse em 1992, e mais tarde foram apresentados ao colega Pharrell Williams, membro da equipe de produção de alto nível The Neptunes. Impressionado com seu talento lírico, Williams formou uma relação de trabalho com a dupla. Ele finalmente os ajudou a garantir um contrato de gravação com a Elektra Records, em 1997. Sob a direção da Elektra, e com The Neptunes cuidando de sua produção, Clipse gravou seu álbum de estreia Exclusive Audio Footage . O single de estreia do grupo, "The Funeral", ajudou a gerar o interesse dos fãs no álbum, mas não conseguiu causar um impacto comercial significativo. Com "The Funeral" considerado um fracasso, o próprio Exclusive Audio Footage foi arquivado indefinidamente. Clipse foi posteriormente dispensado de seu contrato de gravação logo depois.

## Discografia

### Álbuns de estúdio
| Título                     | Detalhes do álbum                                                                |
| -------------------------- | -------------------------------------------------------------------------------- |
| Hear Ye Him                | - Lançado: 18 de agosto de 2013 - Rótulo: Reinvisão - Formatos: download digital |
| Let the Dead Bury the Dead | - Lançado: 18 de agosto de 2017 - Rótulo: Reinvisão - Formatos: download digital |

### Participações especiais
| Titulo                   | Ano  | Outro Artista(s) | Album                    |
| ------------------------ | ---- | ---------------- | ------------------------ |
| "Am I High?"             | 2001 | N.E.R.D          | In Search Of...          |
| "Daddy"                  | 2001 | Kelis            | Wanderland               |
| "Do What You Do" (Remix) | 2007 | Drake            | Comeback Season          |
| "Darkest Hour"           | 2012 | Lecrae           | Church Clothes           |
| "Soldier"                | 2013 | Bizzle           | The Good Fight           |
| "Pull the Curtain Back"  | 2017 | Statik Selektah  | 8                        |
| "Go"                     | 2019 | Erick Sermon     | <i id="mwATE">Vernia</i> |
| "Use This Gospel"        | 2019 | Kanye West       | Jesus Is King            |
| "Punch Bowl"             | 2022 | Nigo             | I Know Nigo!             |
| "I Pray for You"         | 2022 | Pusha T          | It's Almost Dry          |